# Боевой киносборник № 9

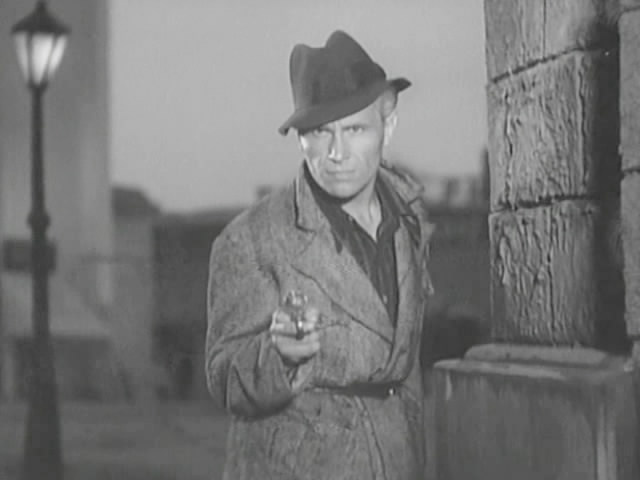
Кадр из фильма: Марк Бернес в фильме «Боевой киносборник № 9»

«Боевой киносборник № 9» — девятый фильм серии из тринадцати боевых киносборников, вышедших в годы Великой Отечественной войны. Снимался в павильонах Ашхабадской студии на Киевской киностудии. Киносборник выпущен на экраны 4 мая 1942 года.

## Сюжет
Сборник состоит из трёх новелл 
- Новелла «Квартал 14», в которой сочувственно показано польское антинацистское движение сопротивления, которое, если верить, авторам, вдохновлялось поддержкой «Красной армии и вождя трудящихся товарища Сталина».

Фашистская оккупация Польши. Листовки с призывом: «Поляки, беритесь за оружие!» - расклеены на стенах домов. В квартале №14 ночью был убит немецкий офицер. Каратели предупредили, что каждый десятый житель квартала будет уничтожен, если не выдадут убийцу офицера. В ту минуту, когда должна была начаться карательная акция, с крыши одного из домов полетели уже знакомые листовки, и люди набросились на палачей.
- Новелла «Маяк». В новелле повествуется о борьбе советского народа с фашизмом, когда воевали и старые, и малые, помогая армии, приближая победу, о том какую пользу в борьбе с захватчиками могут принести даже дети.
- Новелла «Синие скалы» о борьбе восточно-европейских подпольщиков и партизан. Оккупированная Чехословакия. В небольшом городке вспыхнуло восстание. Два грузовика с немецкими солдатами выехали для его подавления. Водителями грузовиков были чехи – отец и сын.  Но не смогли патриоты привезти карателей к месту назначения. Отец направил свою машину в пропасть, так же поступил и его сын.

## В ролях
- Ядвига Анджеевская — Ядзя
- Марк Бернес — польский рабочий
- Самуил Дитлович — Ганс Мюллер (новелла «Квартал 14») и немецкий лейтенант (новелла «Маяк»)
- Владислав Красновецкий — поляк
- Николай Комиссаров — отец
- Лидия Карташова — мать
- Леонид Кмит — Юзеф
- Чеслав Сушкевич — Ладик (нет в титрах)
- Александра Лютова — Машенька (нет в титрах)
- Константин Михайлов — немецкий офицер (нет в титрах)
- Николай Братерский — майор
- Виктор Бубнов — матрос
- Валентина Миронова — Евдокия Трофимовна Клименко, мать
- Борис Рунге — Кирюша, мальчишка-рыбачок
- Николай Степанов — партизан (нет в титрах)
- Ханс Клеринг — немецкий офицер (нет в титрах)
- Георгий Куровский — представитель немецкой власти (нет в титрах)